# Jean Parisot de la Valette
Jean Parisot de Valette (Quercy, França, 1494? –† Malta, 21 d'agost de 1568) fou Gran Mestre de l'orde de Malta. Va entrar a l'orde a la llengua de Provença i va lluitar contra els turcs a  Rodes i més tard a Malta. El 21 d'agost de 1557 es va convertir en gran mestre de l'Orde.

## Primers anys
La família Valette havia tingut un pes important a França durant generacions, alguns Valette havien acompanyat els reis de França a les croades. L'avi de Jean, Bernard de Valette, fou un cavaller i ordenança del rei i el seu pare, Guillot, fou un cavaller de França. Jean Parisot era un cosí llunyà, a través de l'avantpassat Almaric de Valette, de Jean Louis de Nogaret de Valette, primer duc d'Épernon.
Els primers anys de Valette són poc coneguts, se sap que va estar present al setge de Rodes de 1523 i va acompanyar el Mestre Philippe Villiers de L'Isle-Adam en l'expulsió hospitalera de Rodes, per part dels turcs dirigits per Solimà el Magnífic.
Tot i que avui es coneix com La Valette, mai va tenir aquest nom, ja que es deia simplement Jean de Valette, amb el sobrenom de Parisot. La confusió es deu al fet que se'l va associar al nom de la ciutat que havia fundat La citta Valetta i d'aquí que se li afegís l'article. Tot i que es diu que la data de naixement és el 1494, els dos cronistes del Setge de Malta (1565), Francisco Balbi di Correggio i Hipólito Sans, diuen que tenia 67 anys en aquest moment, per tant, hauria nascut el 1498. En la seva Història de l'Orde de Sant Joan, l'historiador del segle xviii, l'abat Vertot, que es basa en l'anterior de Giacomo Bosio, indica que Valette tenia la mateixa edat que Solimà i Lala Mustafa (el comandant turc de les forces terrestres), el que podria indicat que tenia 70 anys en el moment del setge.

### Ascens a l'orde
El 1538, mentre estava a Malta, Valette fou sentenciat a 4 mesos en una guva (un forat a terra) a l'Illa de Gozo per haver colpejat un servent laic fins a gairebé matar-lo. Fou destinat, a manera d'exili, a Trípoli durant dos anys com a governador militar. Quan va retornar va ser novament castigat per portar un esclau negre no qualificat per a servir. El 1554 Valette fou elegit capità general de les galeres de l'Orde. Fou un gran honor per a la Llengua de Provença, ja que històricament la posició del gran almirall estava sempre en mans del batlle de la llengua d'Itàlia.
Com a almirall va guanyar una bona reputació tot i la seva joventut, i va tenir el mateix reconeixement que el cavaller Mathurin Romegas, un dels més grans comandants marítims cristians del període. De fet, les dues faccions van disposar dels millors mariners. Si Valette, Romegas i Joan d'Habsburg i Blomberg poden ser qualificats com als millors almiralls, els musulmans comptaven també amb mariners importants com Barba-Roja o Turgut Reis. El 1557, després de la mort del Mestre Claude de la Sengle, van elegir Valette com a nou mestre, ja que sabien que ell els podria ben comandar davant de qualsevol atac turc.

### El setge de Malta
Va lluitar i fer retirar els turcs en el Gran Setge de Malta. Amb aquesta victòria l'Orde va guanyar molt prestigi a Europa i ell mateix va ser proposat per ser cardenal, però va declinar l'oferta per mantenir la independència respecte al papat. A la seva vàlua com a estrateg hi va afegir la humilitat i la modèstia. Ara bé, com a Mestre de l'orde ja tenia la dignitat del cardenal amb menor rang en l'església, gaudia així de les distincions, però s'evitava el joc polític vaticà. L'Orde només es deu al papa.
Durant el setge, Valette va ser un comandant server, fred i ingeniòs, molt religiós i que no tenia cap intenció de rendir l'illa al turc. Realment li va sortir tot molt bé i va poder vèncer-los amb un desavantatge molt gran.

## Últims anys
Després del Setge va ordenar la construcció d'una nova ciutat, La Valletta, el 1566, de la qual ell en va posar la primera pedra. La construcció es va fer al turó Sciberras, on havia estat aniquilat la major part de l'exèrcit turc, mentre intentava prendre el Fort de Sant Elm, una posició que els turcs van pensar que cauria en tres o quatre dies i que va aguantar 30 dies gràcies a la perícia i valentia dels defensors.
Així doncs, la ciutat va rebre el nom del fundador, Humilissima Civitas Vallettae, va arribar a ser considerada la més aristocràtica i exclusiva fortalesa d'Europa, ja que està plena de palaus, però també té un marcat caràcter militar. També va ser coneguda com la Superbissima i encara ara és la capital de Malta. La ciutat està dissenyada seguint un patró barroc i molt pensada en la defensa, ja que tots els carrers estan disposats de forma de quadrícula, més fàcil de defensar.
Valette va morir el 1568, abans que la ciutat estigués acabada. Fou enterrat a la cripta de la cocatedral de Sant Joan, dins de La Valletta. L'epitafi fou escrit pel seu secretari Oliver Starkey, l'últim cavaller anglès de l'època del Setge i està en llatí i diu:
«Aquí descansa La Valette
qui mereix eterns honors
el qui una vegada fou fuet d'Àfrica i Àsia,
i l'escut d'Europa,
d'on va expulsar els bàrbars amb els seus braços,
és el primer a ser enterrat en aquesta estimada ciutat, 
de la qual va ser fundador.»

## Nota
Cal destacar que Oliver Starkey fou l'únic cavaller de l'orde que va ser enterrat a la cripta de la cocatedral i que no havia estat anteriorment Gran Mestre.